# حاربيط
حاربيط هو هريسة من الأعشاب البرية تُحضر بطرق مختلفة في منطقة البواصر ومنطقة كانت تعرف سابقًا بكابايلية الشرق حيث تُسمى محليًا: أربيط أو حاربيط باللهجة الجيجلية، بقول باللهجة القلّوية، حاربيط أو ثحلولت بالأمازيغية التاسيليت. هذه الوصفة تتميز بها سكان كتلة جبال البواصر وقلّو (محافظات بجاية وجيجل وسكيكدة).
يوجد لهذا المستحضر ما يعادله في مناطق جبلية أخرى في شمال أفريقيا، مثل منطقة القبائل في جوجورة حيث تسمى وصفة مماثلة "أهازين"، أو في أطلس البليدة مع "هابيكنيت".
لهذا الطبق ما يعادله في مناطق جبلية أخرى بشمال أفريقيا؛ ففي منطقة القبائل بجوجورة، توجد وصفة مشابهة تُعرف باسم "أهازين"، وكذلك في أطلس البليدة حيث يُطلق عليها "هابيكنيت"، وغيرها من المناطق.

## الأصل

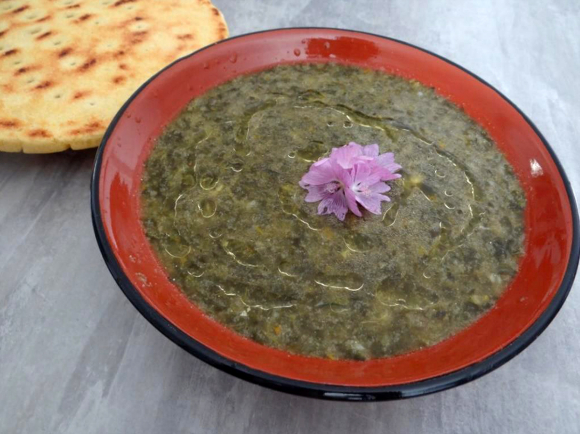
فطيرة الأربيت والسميد

أصل الكلمة حاربيط يبدو أنه يعود إلى الجذر الأمازيغي المشترك برض، الذي مرَّ بتبدل صوتي ليصبح ربط والتشديد المعتاد على الحروف في لهجات كابايلية الشرق. هذا الجذر يُشير، حسب تنوعات الأمازيغية، إلى ما هو ذو قوام شبه سائل، ومن ثم إلى جميع أنواع العصائد والهريسات.

## التحضير
تُحضر هذه الهريسة باستخدام عدد متنوع من الأعشاب البرية (من عدد قليل من الأنواع إلى عدة أنواع)، ويمكن في بعض الأحيان إضافة بعض النباتات المزروعة. عادةً ما تكون عملية جمع النباتات من عمل النساء المسنات، وأحيانًا برفقة الأطفال الذين يتعلمون كيفية التعرف على الأعشاب البرية وتمييز الأنواع الصالحة للأكل من السامة.
تسمى مجموعة الأعشاب التي يتم جمعها في منطقة جيجل جمرة (من الجذر الأمازيغي جمر الذي يعني "جمع" أو "صيد")، حيث تُباع في بعض الأحيان خلال فصل الربيع. بعد جمع الأعشاب، يتم تقطيعها بشكل ناعم قبل أن تُطهى وتُحول إلى هريسة أو حساء حسب المنطقة. يتم إضافة الزبدة أو زيت الزيتون إليها قبل تناول التحضير مع أغروم. في بعض الأماكن، يمكن إضافة سميد خشن أو صغار الحصى إلى الوصفة.
يُعد هذا الطبق عادة في الربيع وأواخر الشتاء مع بداية موسم النمو، عندما تكون البراعم الصغيرة لا تزال طريّة. يمكن تناول الأربيط بكثرة لفائدته الملينة أو للاستفادة من الخصائص العلاجية النباتية للأعشاب المضمنة في الوصفة.

## روابط خارجية
- حربيط، هريسة الخضار من كتلة بابورس (تاساحليت، بجاية، القبائل) الأمازيغية
- التحكيم : طبق جيجيلي مصنوع من نباتات الشتاء
- أربيت، طبق نباتي يحظى بشعبية في فصل الشتاء[وصلة مكسورة]